# Louis Saalschütz

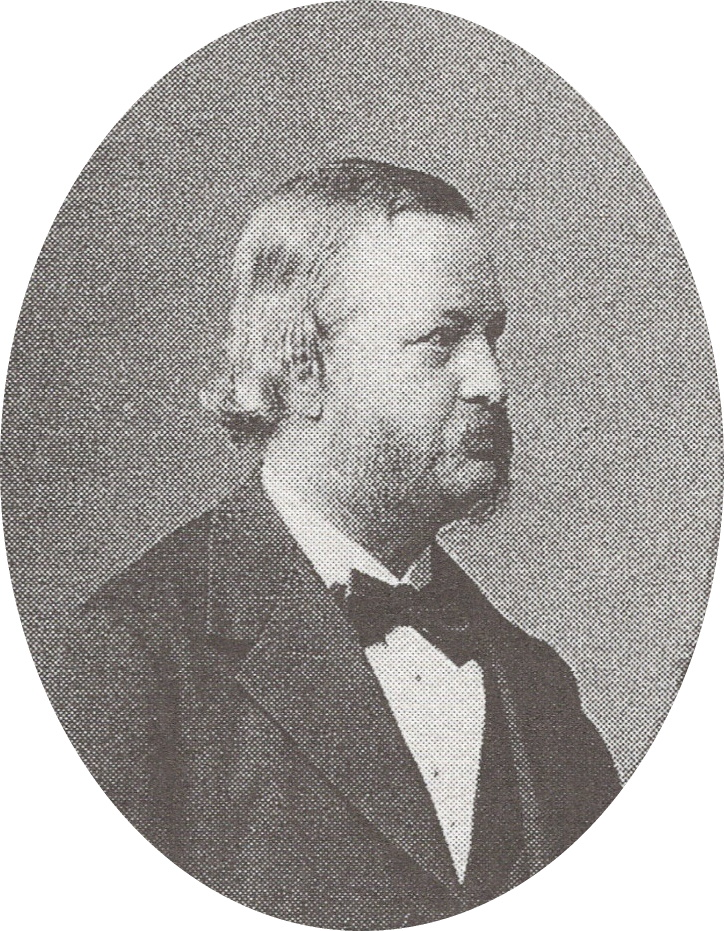
Louis Saalschütz

Louis Saalschütz  (* 1. Dezember 1835 in Königsberg (Ostpreußen); † 25. Mai 1913 in Königsberg) war ein deutscher Mathematiker.

## Leben
Er war der Sohn des Archäologen Joseph Levin Saalschütz und studierte von 1854 bis 1860 Mathematik und Physik in Königsberg bei Friedrich Julius Richelot, Franz Ernst Neumann, Otto Hesse und Eduard Luther. 1861 promovierte er bei Franz Ernst Neumann mit der Arbeit Über die Wärmeveränderungen in den Höheren Erdschichten Unter dem Einfluss des Nicht-periodischen Temperaturwechsels an der Oberfläche. Von 1861 bis 1882 unterrichtete er Mathematik, Mechanik und Ingenieurwissenschaft an der Gewerbeschule in Königsberg und auch an der Universität Königsberg, wo er 1875 außerordentlicher und 1888 etatmäßiger Professor wurde.
Er beschäftigte sich weiter mit Zahlentheorie, unendliche Reihen und speziell mit Kettenbrüchen, Bernoullischen Zahlen und bestimmten Integralen.

## Werke
- Prof. Dr. Richelot †. In: Wissenschaftliche Monatsblätter.  Königsberg. Bd. 3 (1875), S. 63–64. (Digitale Ausgabe Univ. Heidelberg, 2013)
- Vorlesungen über die Bernoullischen Zahlen, ihren Zusammenhang mit den Secanten-Coefficienten und ihre wichtigeren Anwendungen. Julius Springer, Berlin 1893